# Hongiora
Hongiora ist eine Insel östlich der Coromandel Peninsula in der Region Waikato vor der Nordinsel von Neuseeland.

## Geographie
Die Insel zählt zu der Inselgruppe der Aldermen Islands, die rund 17 km östlich der Coromandel Peninsula im Pazifischen Ozean liegt. Hongiora ist die westlichste Insel der Gruppe und erstreckt sich bei einer Höhe über 60 m über einer Fläche von 15,1 Hektar. Die rund 600 m lange und bis zu 490 m breite Insel ist mit knapp 1,5 km am weitesten von den anderen Inseln entfernt, die sich in einem Halbkreis aneinanderreihen. Middle Island ist damit Hongiora am nächsten und in ostsüdöstlicher Richtung zu finden. Nga Horo Island liegt rund 1,8 km südöstlich, gefolgt von Half Island, knapp 2 km entfernt und Ruamahuaiti Island gut 2,5 km in südwestlicher Richtung.